# Лапушки (Северо-Казахстанская область)
Лапушки (каз. Лапушки) — упразднённое село в Жамбылском районе Северо-Казахстанской области Казахстана. Входило в состав Железинского сельского округа. Код КАТО — 594641300. Ликвидировано в 2013 г.

## География
Расположено между озёрами Лапушечки и Калиново.

## Население
В 1999 году население села составляло 125 человек (59 мужчин и 66 женщин). По данным переписи 2009 года, в селе проживало 58 человек (26 мужчин и 32 женщины).